# نگروس (جزیره)
نگروس (انگلیسی: Negros) یکی از جزایر کشور فیلیپین در شرق آسیا است

## خصوصیات جغرافیایی
این جزیره ۴٬۱۹۴٬۵۲۵ نفر جمعیت و ۲۴۳۵ متر از سطح دریا ارتفاع دارد